# Großsteingrab Tingdyssegård
Das Großsteingrab Tingdyssegård ist eine megalithische Grabanlage der jungsteinzeitlichen Nordgruppe der Trichterbecherkultur im Kirchspiel Ferslev in der dänischen Kommune Frederikssund.

## Lage
Das Grab liegt südlich von Ferslev auf einem Feld. Nur etwa 13 m südlich lag das um 1843 zerstörte Großsteingrab Ferslev Marker 1.

## Forschungsgeschichte
In den Jahren 1873 und 1942 führten Mitarbeiter des Dänischen Nationalmuseums Dokumentationen der Fundstelle durch. Eine weitere Dokumentation erfolgte 1989 durch Mitarbeiter der Forst- und Naturbehörde.

## Beschreibung
Die Anlage besitzt eine nord-südlich orientierte rechteckige Hügelschüttung mit einer Länge von 14 m und einer Breite von 7 m; die Höhe wurde 1873 mit 3 Ellen (ca. 1,9 m) angegeben, 1989 hingegen mit etwa 1 m. Von der Umfassung sind an der Westseite noch sechs, an der Ostseite noch sieben und an der Nord- und Südseite jeweils ein Stein erhalten. 1873 standen an der Westseite noch acht Steine. Die Hügelschüttung ist mit zahlreichen Feldsteinen übersät und stark mit Bäumen und Sträuchern bewachsen. Eine Grabkammer ist nicht zu erkennen.